# 井原幸治
井原 幸治（いはら　こうじ、1961年10月13日 - ）は、日本の商学者。宝酒造株式会社・宝酒造中国現地法人元社長。現在、東大阪大学こども学部アジアこども学科教授。神奈川県出身。
| スタブアイコン | サブスタブ | この項目は、まだ閲覧者の調べものの参照としては役立たない、人物に関連した書きかけの項目です。この項目を加筆・訂正などしてくださる協力者を求めています（P:人物伝/PJ:人物伝）。 |